# Vex
Vex is een gemeente en plaats in het Zwitserse kanton Wallis, en maakt deel uit van het district Hérens.
Vex telt 1.719 inwoners.